# Buddy Rich
Buddy Rich (Bernard „Buddy” Rich) (Brooklyn, New York, 1917. szeptember 30. – Los Angeles, Kalifornia, 1987. április 2.) amerikai dzsesszdobos. Három Grammy-díj jelölése volt.

## Pályakép
Tizennyolc hónapos korában már gyereksztárként színpadon volt dobosként és sztepptáncosként – a szülei mellett. Négyévesen már Broadway-szerződése volt az akkori a második legjobban fizetett gyereksztárként. Hawaii és ausztráliai turnén vett részt, majd tizenegy évesen megalakította zenekarát.
Autodidakta volt. Csak a színpadon volt hajlandó gyakorolni.
Olyan dzsessz-zsenik mellett tűnt fel, mint Dizzy Gillespie, Charlie Ventura, Louis Armstrong, Gene Krupa. Dolgozott Charlie Parker, Lester Young, Art Tatum, Lionel Hampton mellett is.
1946-ban Frank Sinatra anyagi segítségével megalakította saját bigbandjét.
Díszdoktor lett a bostoni Berklee zeneiskolában, beválasztották a DownBeat és a Modern Drummer szaklap dicsőségcsarnokába.

## Lemezek
(válogatás)
- 1956: This One's for Basie
- 1959: Richcraft
- 1968: Mercy, Mercy
- 1970: Keep the customer satisfied
- 1971: Time Being
- 1971: Buddy Rich in London (RCA)
- 1974: The Roar of '74
- 1985: Mr. Drums: Live on King Street, San Francisco (Cafe)

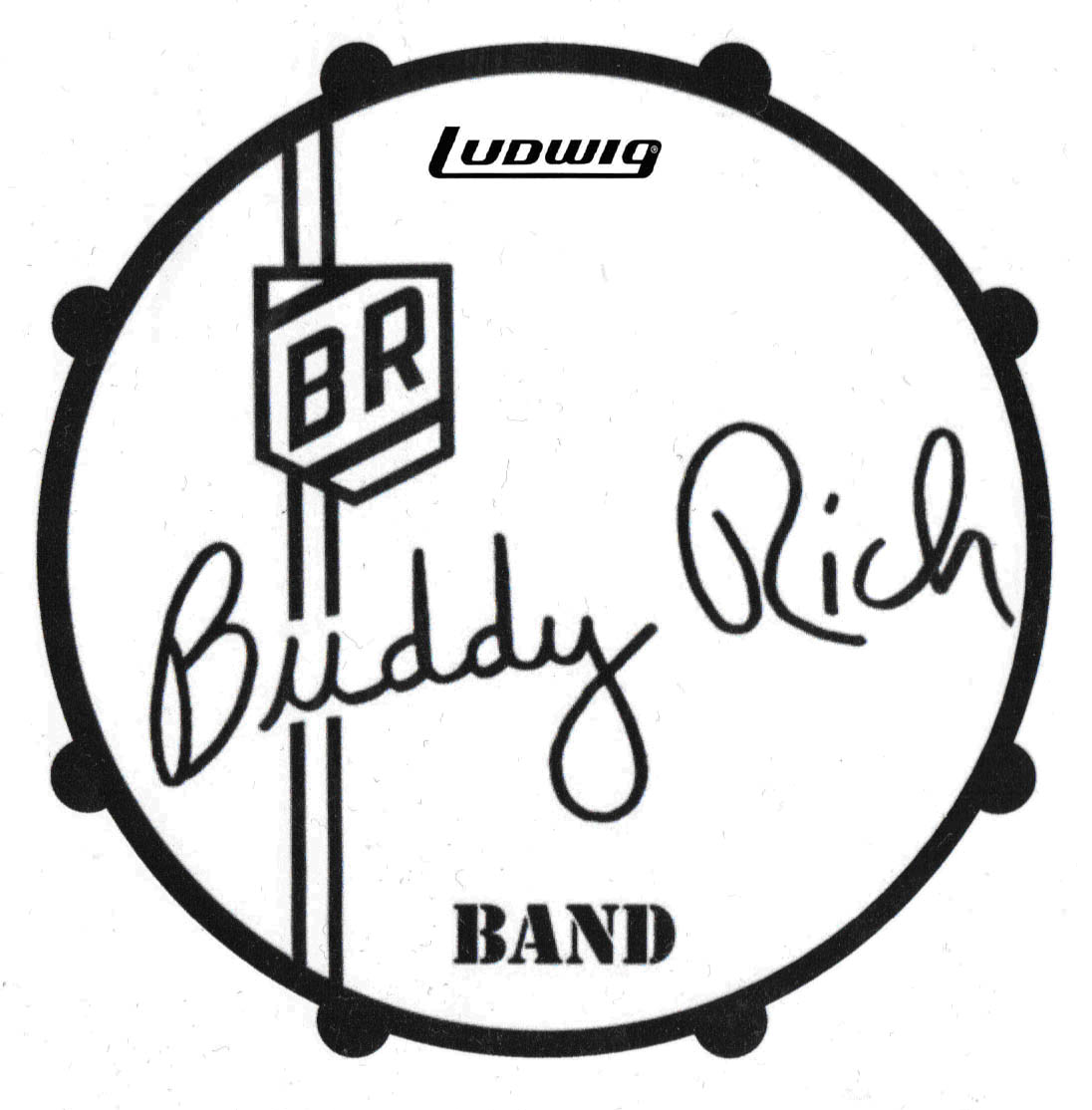